# Саипов, Хизри Закарьяевич
Хизри Закарьяевич (Закирияевич) Саипов (17 ноября 1984, Хасавюрт, Дагестанская АССР, РСФСР, СССР) — российский кикбоксер, чемпион России, призёр чемпионата Европы. 

## Спортивная карьера
Кикбоксингом занимался с 1996 года. Является воспитанником хасавюртовской ДФБИ, занимался под руководством А. В. Казиев. В октябре 2004 года на чемпионате Европы по версии WAKO в разделе лоу-кик в черногорской Будве стал бронзовым призёром. В июне 2005 года в Белгороде стал бронзовым призёром чемпионата России. В октябре 2006 года в Ялте на чемпионате мира по боевым искусствам в весовой категории до 71 кг по кикбоксингу одержал победу. С февраля 2021 года директор МКУ ДО «Эколого-биологический центр»

## Достижения
- Чемпионат России по кикбоксингу 2004 — ;
- Чемпионат Европы по кикбоксингу 2004 — ;
- Чемпионат России по кикбоксингу 2005 — ;
- Чемпионат мира по боевым искусствам 2006 — ;

## Личная жизнь
В 2001 году окончил среднюю школу № 1 в Хасавюрте. В 2008 году окончил Дагестанский государственный институт народного хозяйства.